# Isabelle Emmery
Pour les articles homonymes, voir Emmery.
Isabelle Emmery, née le 3 juillet 1966 à Anderlecht est une femme politique belge bruxelloise, membre du Parti socialiste (PS).
Elle est licenciée en sciences économiques (ULB, 1989).
Elle est par ailleurs la compagne de Fabrice Cumps (bourgmestre d'Anderlecht)

## Fonctions politiques
- Membre du Parlement de la Région de Bruxelles-Capitale :
  - depuis le 29 juin 1999 comme suppléant appelé à siéger
  - depuis le 1er janvier 2002 au 7 juin 2009
- Membre du Parlement de la Communauté française (jusqu'en 2009)
- Conseillère communale à Anderlecht
- Députée fédérale depuis le 6 décembre 2011 au 25 mai 2014 en remplacement de la ministre Laurette Onkelinx, empêchée
- Élue députée bruxelloise le 25 mai 2014
  - Déléguée comme député de la Communauté française de Belgique
- Réélue députée bruxelloise à l'issue des élections du 26 mai 2019

## Décoration
- Chevalier de l'ordre de Léopold (2009)[1]